# M163 Vulcan
M163 Vulcan (jinak též M163 Vulcan Air Defense System, VADS) je americký samohybný protiletadlový systém využívající 20mm kanón M168 Vulcan na podvozku obrněného transportéru M113. Armáda Spojených států amerických komplet používala v letech 1968–1993. Ve službě působil v součinnosti se samohybným protiletadlovým raketovým kompletem MIM-72 Chaparral. Systém M163 byl také exportován do zahraničí. Osvědčil se i jako prostředek palebné podpory pozemních sil.

## Historie

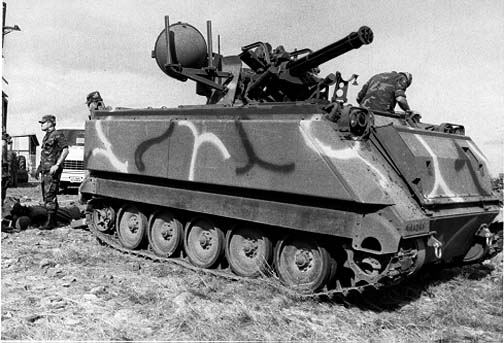
Americký systém M163

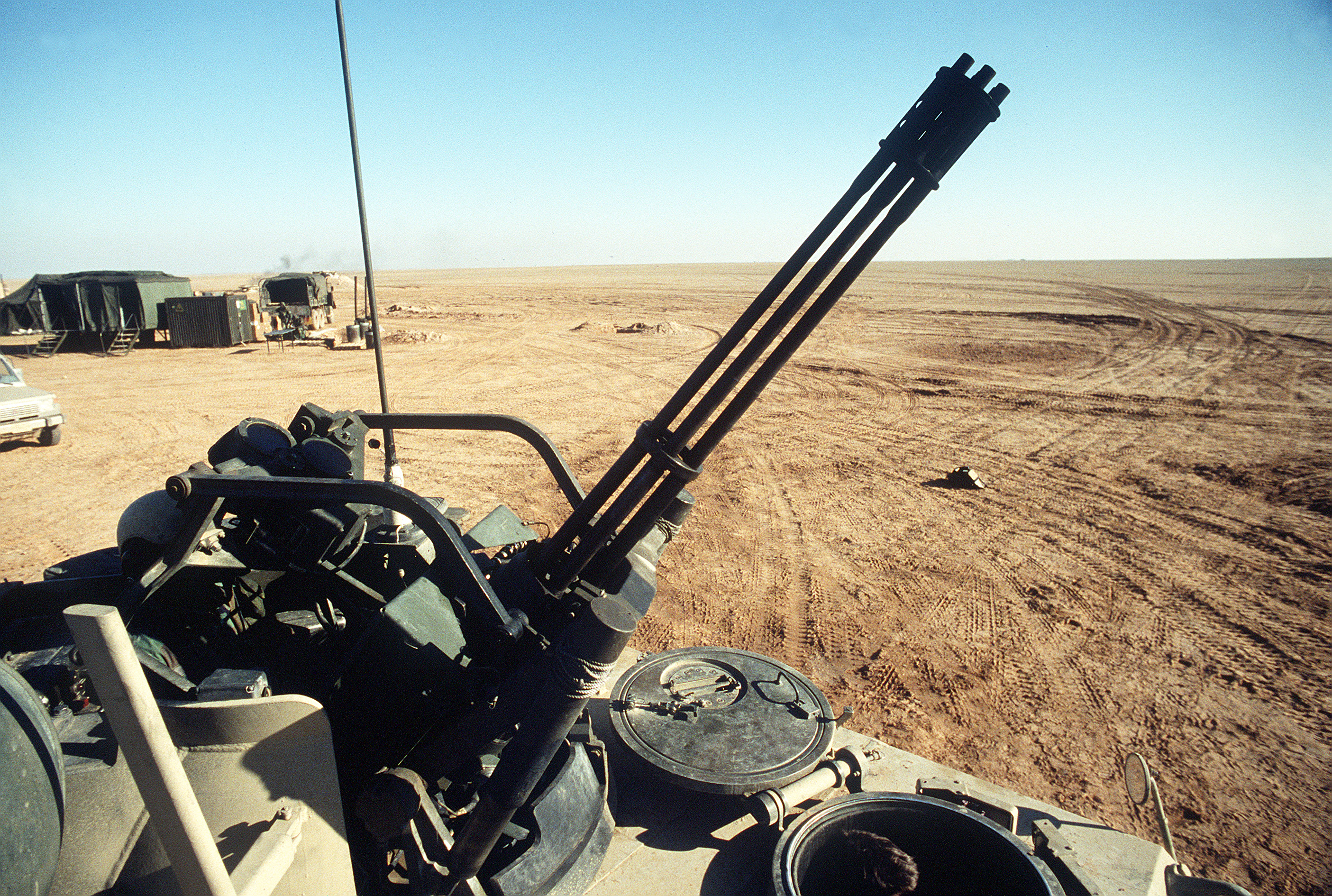
Detail 20mm kanónů na vozidle M163

Protiletadlový komplet M163 VADS vyvinula v letech 1964–1966 americká společnost General Electric jako náhradu zastaralého kanónového protiletadlového kompletu M42 Duster. GE využila výkonný 20mm kanón M168 Vulcan, který byl instalován do jednomístné věže osazené na podvozek obrněného transportéru M113. Kanón Vulcan byl dále základem taženého systému M167 VADS umístěného na dvoukolovén podvozku. Systém byl do služby zařazen roku 1968. Ve službě se doplňoval s raketovým kompletem MIM-72 Chaparral. Sériová výroba probíhala v letech 1968–1982. Celkem bylo vyrobeno 671 kompletů M163 VADS.
V roce 1984 společnost Lockheed Electronics Company představila modernizační kit Product Improved VADS (PIVADS), který usnadňoval práci střelce a zvyšoval celkovou účinnost systému. V rámci modernizace PIVADS byl instalován střelecký radar s dosahem 5 km, komputerizovaný zaměřovací systém, vylepšený pohon věže a vyvinuta nová munice APDS. Dosah systému a se zdvojnásobil.

## Konstrukce
Vozidlo mělo čtyřčlennou posádku. Jedinou výzbrojí systému je šestihlavňový rotační 20mm kanón M168 Vulcan s volitelnou rychlostí palby 1000–3000 výstřelů na minutu. Umístěn je v otevřené jednomístné věži osazené na podvozku transportéru M113. Ten byl upraven tak, aby si systém zachoval schopnost překonávat vodní toky. Základní verze systému byla zaměřována manuálně s využitím optiky. Její dosah je 1,2 km proti vzdušným a 3 km proti pozemním cílům. Modernizovaná verze PIVADS má dosah proti vzdušným cílům až 2,6 km.

## Služba

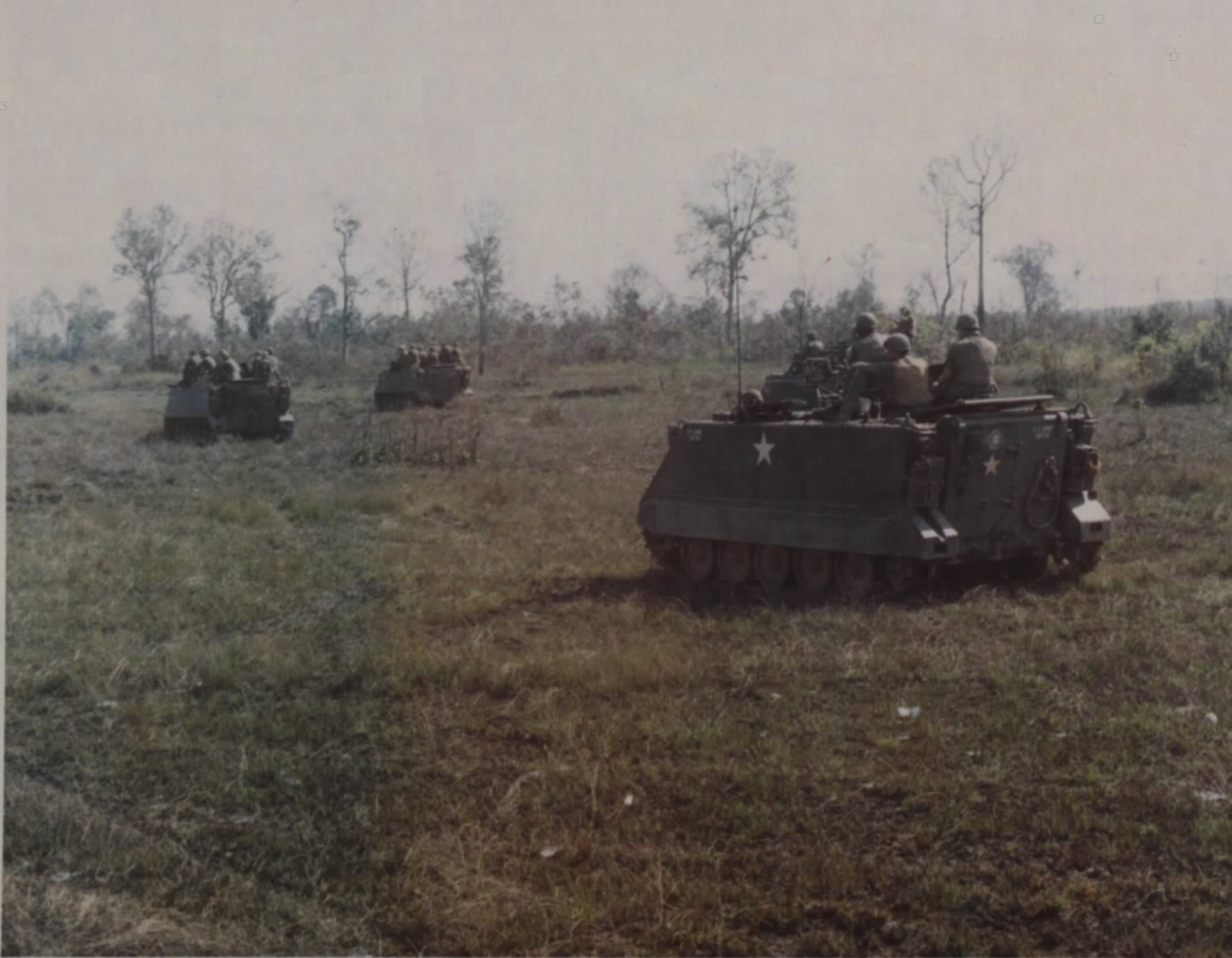
Komplety M163 během nasazení ve Vietnamu

Nejméně šest systému M163 Vulcan bylo roku 1969 odesláno do vietnamské války. Využívány byly především při palebné podpoře pozemních sil.

## Varianty
- M163 – Základní verze systému.
- M163A1 – Modernizovaný podvozek M113A1. Část prošla modernizací PIVADS.
- M163A2 – Podvozek dále vylepšen na úroveň M113A2.
- M163 Product Improved VADS (PIVADS) – modernizace systému vybavená mimo jiné střeleckým radarem.
- Machbet – Izraelská modernizace M163 na hybridní systém s výzbrojí rozšřenou o čtyřnásobný kontejner řízených střel FIM-92 Stinger.[2]

## Uživatelé
- Albánie[2]
- Chile[2]
- Egypt[2]
- Ekvádor[2]
- Írán[2]

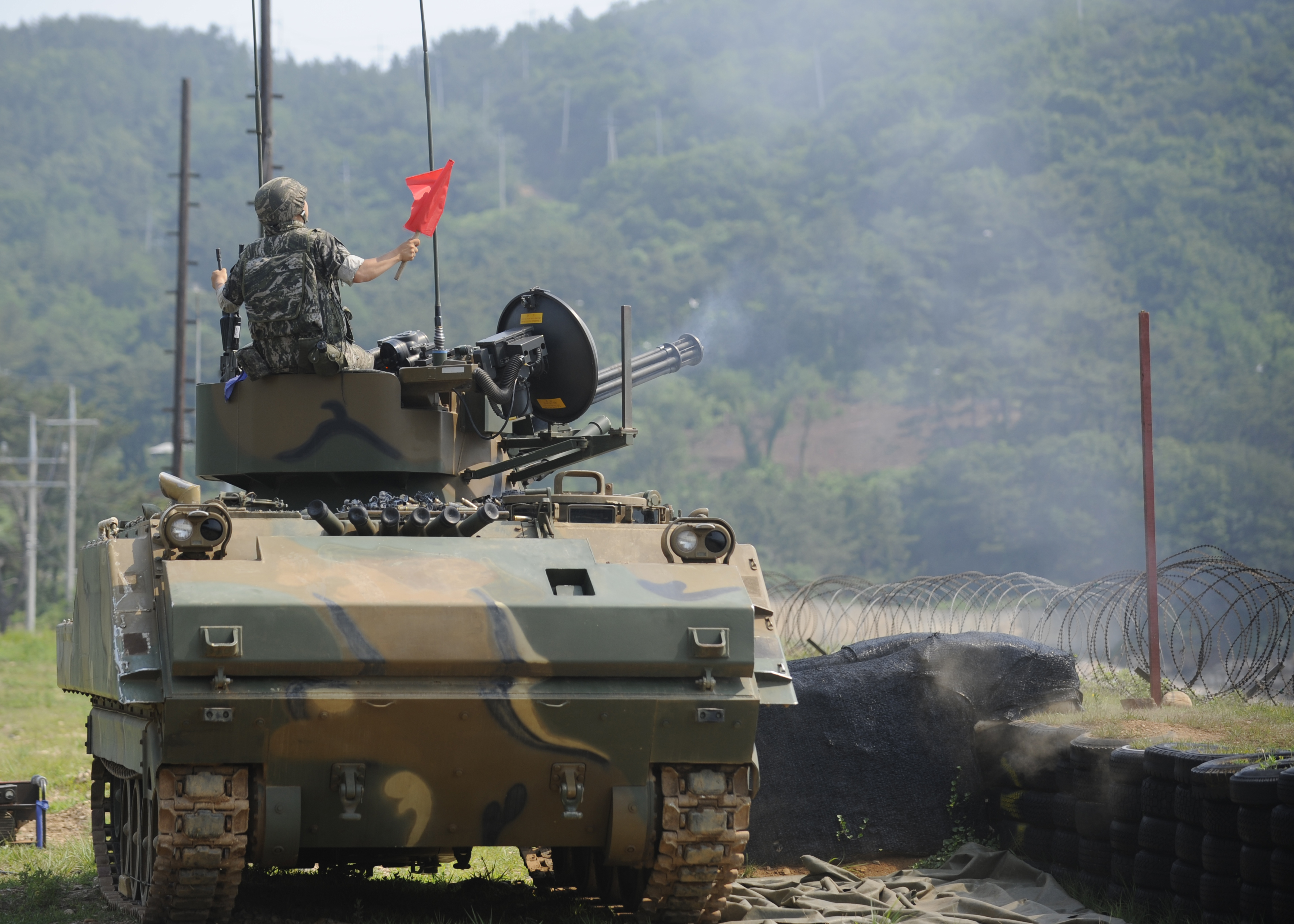
Jihokorejský komplet Vulcan

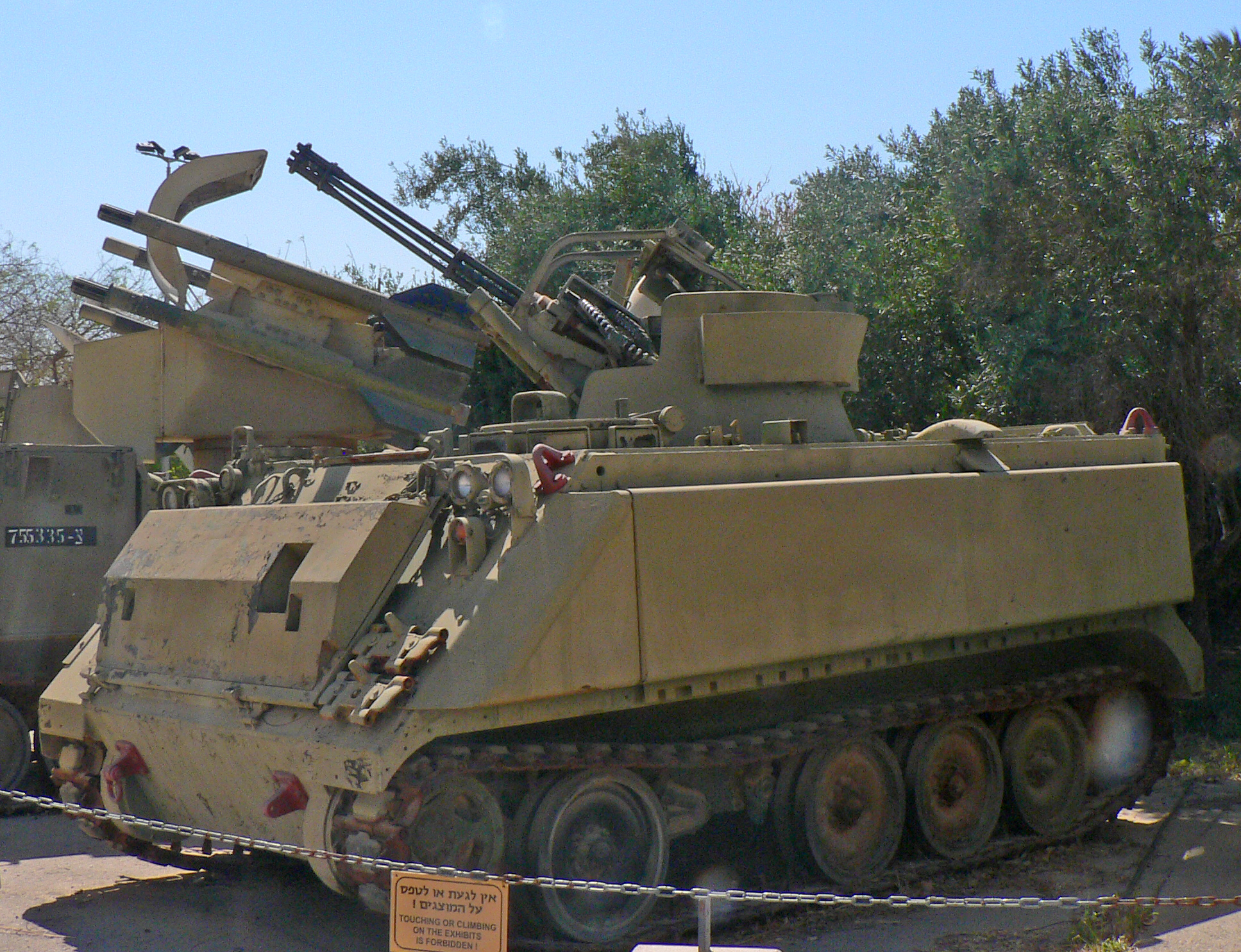
Izraelský komplet M163 vystavený v muzejní expozici (za ním je jeho souputník MIM-72 Chaparral

- Izrael – Vyvinuta rovněž modernizovaná verze Machbet.[1]
- Jižní Korea[2]
- Jordánsko[2]
- Maroko[2]
- Portugalsko[2]
- Thajsko[2]
- Tunisko[2]
- USA – Armáda Spojených států amerických systém využívala ve velkých počtech. Ve službě jej nahradil komplet M1097 Avenger.[1]